# AN/APG-77
AN/APG-77は、アメリカ合衆国のノースロップ・グラマンおよびレイセオンが開発したレーダー。F-22戦闘機において、射撃指揮および多機能レーダーとして搭載されている。

## 概要
開発・生産はアメリカ合衆国のノースロップ・グラマンおよびレイセオンによって行なわれた。アクティブ・フェイズドアレイ（能動電子走査アレイ：AESA）型アンテナを採用している。周波数拡散技術により、特定周波数での出力が低く抑えられ、LPI（低被探知）レーダーとなっており、逆探知を避ける低被捕捉性にも注意が払われている。また、捜索中追尾（TWS）能力を始めとする多目標対処能力を有しこれらの多様なモードとの組み合わせにより優秀な索敵能力・信頼性を発揮する。
APG-77は、直径90cmのアンテナに約1,500-2,000個の小型送受信モジュールを備えており、約250kmの探知距離を持つ。電子走査式であるために、ほぼ瞬時（10ナノ秒台）に照射方向を変える事ができる。捜索範囲は垂直および水平方向とも120°である。1990年代に開発が行われた。
100基以上のAN/APG-77 レーダーが生産され、その技術は、F-35搭載用のAN/APG-81 レーダーにも使用されている。
改良型のAN/APG-77(v)1も開発されており、これは、高解像度合成開口レーダーや逆合成開口レーダーを用いた空対地走査能力が向上されている。これにより、地上目標マッピングのほか、地上移動目標識別・追尾（GMTI/GMTT）などが行えるようになった。